# Campeonato da Europa de Atletismo de 2016 - 10000 m masculino

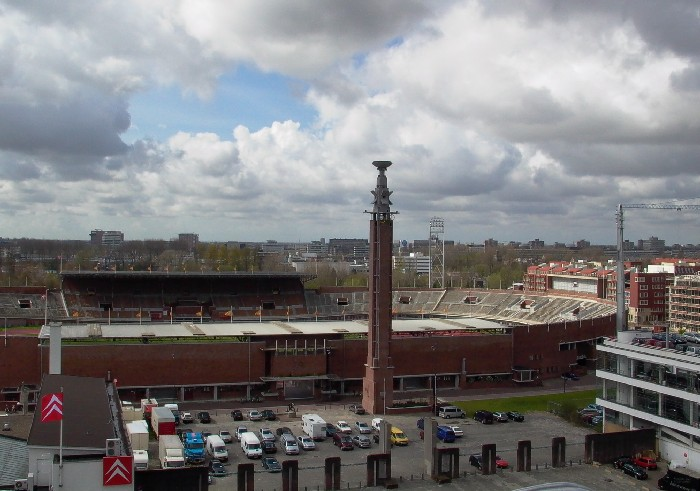
Estádio Olímpico de Amsterdã, palco da prova

A prova dos 10000 metros masculino do Campeonato da Europa de Atletismo de 2016 foi disputada no dia 8 de julho de 2016 no Estádio Olímpico de Amsterdã em Amesterdão,  nos Países Baixos. 

## Recordes
Antes desta competição, os recordes mundiais e do campeonato nesta prova eram os seguintes:
|                       | Nome            | Nacionalidade | Tempo     | Local    | Data                 |
| --------------------- | --------------- | ------------- | --------- | -------- | -------------------- |
| Recorde mundial       | Kenenisa Bekele | Etiópia       | 26m17s53  | Bruxelas | 26 de agosto de 2005 |
| Recorde do campeonato | Martti Vainio   | Finlândia     | 27m30s 99 | Praga    | 29 de agosto de 1978 |
| Recorde europeu       | Mo Farah        | Reino Unido   | 26m46s57  | Eugene   | 3 de junho de 2011   |

## Medalhistas
| Ouro                      | Prata          | Bronze               |
| Polat Kemboi Arıkan (TUR) | Ali Kaya (TUR) | Antonio Abadía (ESP) |

## Cronograma
Todos os horários são locais (UTC+2).
| Data       | Hora  | Evento |
| ---------- | ----- | ------ |
| 8 de julho | 20:45 | Final  |

## Resultado final
| Posição           | Atleta              | Nacionalidade | Tempo    | Notas           |
| ----------------- | ------------------- | ------------- | -------- | --------------- |
| Medalha de ouro   | Polat Kemboi Arikan | Turquia       | 28:18.52 |                 |
| Medalha de prata  | Ali Kaya            | Turquia       | 28:21.42 |                 |
| Medalha de bronze | Antonio Abadía      | Espanha       | 28:26.07 |                 |
| 4                 | Dmytro Lashyn       | Ucrânia       | 28:27.90 | Recorde pessoal |
| 5                 | Dewi Griffiths      | Grã-Bretanha  | 28:28.55 | Recorde pessoal |
| 6                 | Juan Antonio Pérez  | Espanha       | 28:37.42 |                 |
| 7                 | Daniel Mateo        | Espanha       | 28:43.03 | Recorde pessoal |
| 8                 | Soufiane Bouchikhi  | Bélgica       | 29:03.74 |                 |
| 9                 | Ahmed El Mazoury    | Itália        | 29:29.36 |                 |
| 10 !              | Aimeru Alemya       | Israel        | DNF      |                 |
| 10 !              | Girmaw Amare        | Israel        | DSQ      |                 |
| 11 !              | Andy Vernon         | Grã-Bretanha  | DNS      |                 |

Legenda
| Recorde mundial       | Recorde mundial (World record)               |                       | Recorde africano                      | Recorde africano (African) |                                           | Q | Classificado por posição (Qualified) |
| Recorde do campeonato | Recorde do campeonato (Championship record)  | Recorde da América    | Recorde da América (Americas)         | q                          | Classificado por melhor tempo (Qualified) |   |                                      |
| Melhor marca do ano   | Melhor marca do ano (World leading)          | Recorde asiático      | Recorde asiático (Asian)              | DNS                        | Não largou (Did not start)                |   |                                      |
| Recorde nacional      | Recorde nacional (National record)           | Recorde europeu       | Recorde europeu (European)            | DNF                        | Não terminou (Did not finish)             |   |                                      |
| Recorde pessoal       | Recorde pessoal do atleta (Personal best)    | Recorde da Oceania    | Recorde da Oceania (Oceania)          | DSQ / DQ                   | Desclassificado (Disqualified)            |   |                                      |
| Recorde da temporada  | Recorde da temporada do atleta (Season best) | Recorde sul-americano | Recorde sul-americano (South America) | NM                         | Sem marca (No mark)                       |   |                                      |